# Centrosema schottii
Centrosema schottii là một loài thực vật có hoa trong họ Đậu. Loài này được (Millsp.) K.Schum. miêu tả khoa học đầu tiên.